# Graham Burke
Graham Burke, né le 21 septembre 1993 à Dublin, est un footballeur international irlandais. Il joue au poste d'attaquant aux Shamrock Rovers  et compte trois sélections en équipe nationale depuis mai 2018.

## Carrière

### Carrière en club
Graham Burke naît à Dublin. Il apprend le football au Belvedere FC, avant d'être repéré par les scouts du club anglais d'Aston Villa. Il intègre les équipes de jeunes du club de Birmingham en 2010.
En 2011, il est appelé pour la première fois dans l'équipe première pour un match de Coupe de la Ligue. Il reste tout le match sur le banc et voit son équipe perdre à domicile contre les Blackburn Rovers 2 à 0. Au mois de décembre suivant, il est de nouveau convoqué en équipe première pour un match de Premier League. Une nouvelle fois, il reste sur le banc. De 2011 à 2015, Graham Burke ne joue aucun match de championnat avec Aston Villa. Il participe simplement à deux rencontres de Coupe de la Ligue.
Par contre, il est lors de la saison 2012-2013, le meilleur buteur de la NextGen Series, compétition européenne réservée aux jeunes de moins de 19 ans. Il marque sept buts, dont les deux victorieux en finale.
Graham Burke n'arrivant pas à s'imposer en première division anglaise, son club décide de le prêter. En 2013, il joue quelques matchs avec Shrewsbury Town, et en 2015 il signe un prêt de longue durée avec Notts County, club évoluant en League Two, la quatrième division anglaise. Les sept matchs disputés suffisent à séduire le club qui se décide à l'engager au terme de la saison.
En décembre 2017, Burke décide de revenir dans sa ville natale et signe aux Shamrock Rovers. En mars 2018, il marque un quadruplé contre Derry City. C'est le premier joueur des Rovers à marquer quatre buts au cours de la même partie depuis 25 ans.
Le 31 janvier 2019, il est prêté au Gillingham Football Club qui joue en troisième division anglaise.
Le 31 juillet 2019, guidé par l'envie de jouer, Burke est de nouveau prêté par Preston North End. Il rejoint les Shamrock Rovers où il avait éclaté un an et demi auparavant avec un contrat de prêt de juillet 2019 à juillet 2020.

### Carrière en équipe nationale
Graham Burke représente son pays dans toutes les catégories de jeunes, depuis les moins de 17 ans jusqu'aux espoirs.
En mai 2018, alors qu'il joue aux Shamrock Rovers, en première division du Championnat d'Irlande, il reçoit sa première convocation en équipe nationale senior pour préparer les matchs amicaux de fin de saison 2018. Il reçoit sa première sélection le 28 mai en entrant à la 60e minute du match amical contre la France au Stade de France. L'Irlande perd le match deux buts à zéro. Il est le premier joueur évoluant dans le championnat d'Irlande à devenir international depuis 2007, et le premier joueur international des Shamrock Rovers depuis Pat Byrne, trente-deux ans auparavant.
Le 2 juin 2018, lors d'un match amical face aux États-Unis, il inscrit son premier but en sélection.
Graham Burke est de nouveau convoqué en équipe nationale en novembre 2020. Il est appelé pour remplacer des joueurs positifs au Covid-19 pour la rencontre de Ligue des nations contre la Bulgarie. Il est accompagné pour l'occasion par deux de ses coéquipiers aux Shamrock Rovers, Jack Byrne et Aaron McEneff (en). Remplaçant sur la feuille de match, il n'entre pas en jeu.

## Éléments statistiques
| Saison                | Club                   | Championnat           | Championnat | Championnat | Coupe(s) nationale(s) | Coupe(s) nationale(s) | Compétition(s) continentale(s) | Compétition(s) continentale(s) | Compétition(s) continentale(s) | République d'Irlande | République d'Irlande | Total | Total |
| Saison                | Club                   | Division              | M.          | B.          | M.                    | B.                    | Comp.                          | M.                             | B.                             | M.                   | B.                   | M.    | B.    |
| 2011-2012             | Aston Villa FC         | Premiership           | 0           | 0           | -                     | -                     | -                              | -                              | -                              | -                    | -                    | 0     | 0     |
| 2012-2013             | Aston Villa FC         | Premiership           | 0           | 0           | 2                     | 0                     | -                              | -                              | -                              | -                    | -                    | 2     | 0     |
| 2013-2014             | Aston Villa FC         | Premiership           | 0           | 0           | -                     | -                     | -                              | -                              | -                              | -                    | -                    | 0     | 0     |
| 2013-2014             | Shrewsbury Town (prêt) | League One            | 3           | 0           | 1                     | 0                     | -                              | -                              | -                              | -                    | -                    | 4     | 0     |
| 2014-2015             | Aston Villa FC         | Premiership           | 0           | 0           | -                     | -                     | -                              | -                              | -                              | -                    | -                    | 0     | 0     |
| 2014-2015             | Notts County (prêt)    | League One            | 7           | 1           | 0                     | 0                     | -                              | -                              | -                              | -                    | -                    | 7     | 1     |
| 2015-2016             | Notts County           | League Two            | 31          | 2           | 3                     | 1                     | -                              | -                              | -                              | -                    | -                    | 34    | 3     |
| 2016-2017             | Notts County           | League Two            | 5           | 0           | 6                     | 1                     | -                              | -                              | -                              | -                    | -                    | 11    | 1     |
| 2017                  | Shamrock Rovers        | Premier League        | 19          | 5           | 4                     | 2                     | C3                             | 4                              | 3                              | -                    | -                    | 27    | 10    |
| 2018                  | Shamrock Rovers        | Premier League        | 22          | 13          | -                     | -                     | -                              | -                              | -                              | 1                    | 1                    | 23    | 14    |
| 2018-2019             | Preston North End      | Championship          | 12          | 1           | 4                     | 1                     | -                              | -                              | -                              | 2                    | 0                    | 18    | 2     |
| 2018-2019             | Gillingham FC (prêt)   | League One            | 12          | 1           | 0                     | 0                     | -                              | -                              | -                              | -                    | -                    | 12    | 1     |
| 2019                  | Shamrock Rovers (prêt) | Premier League        | 10          | 3           | 5                     | 1                     | -                              | -                              | -                              | -                    | -                    | 15    | 4     |
| 2020                  | Shamrock Rovers (prêt) | Premier League        | 14          | 8           | 4                     | 1                     | C3                             | 2                              | 1                              | -                    | -                    | 20    | 10    |
| 2021                  | Shamrock Rovers (prêt) | Premier League        | 18          | 7           | 1                     | 0                     | -                              | -                              | -                              | -                    | -                    | 19    | 7     |
| 2021                  | Shamrock Rovers        | Premier League        | 10          | 4           | 2                     | 0                     | C1+C4                          | 6                              | 2                              | -                    | -                    | 18    | 6     |
| 2022                  | Shamrock Rovers        | Premier League        | 26          | 11          | 2                     | 0                     | C1+C3+C4                       | 7                              | 1                              | -                    | -                    | 35    | 12    |
| 2023                  | Shamrock Rovers        | Premier League        | 31          | 12          | 2                     | 0                     | C1+C4                          | 3                              | 1                              | -                    | -                    | 36    | 13    |
| 2024                  | Shamrock Rovers        | Premier League        | 27          | 4           | 0                     | 0                     | C1+C3+C4                       | 10                             | 2                              | -                    | -                    | 37    | 6     |
| 2025                  | Shamrock Rovers        | Premier League        | 0           | 0           | 0                     | 0                     | C4                             | 0                              | 0                              | -                    | -                    | 0     | 0     |
| Total sur la carrière | Total sur la carrière  | Total sur la carrière | 247         | 72          | 33                    | 7                     | -                              | 32                             | 10                             | 3                    | 1                    | 315   | 90    |

## Palmarès
Avec Aston Villa
- NextGen Series
  - Vainqueur en 2012-2013
  - Meilleur buteur en 2012-2013

Avec les Shamrock Rovers
- Championnat d'Irlande
  - Vainqueur en 2020, 2021, 2022 et 2023.
- Coupe d'Irlande
  - Vainqueur en 2019